# Fort-de-France (zatoka)
Baie de Fort-de-France – zatoka Morza Karaibskiego u zachodnich wybrzeży Martyniki (departament zamorski Francji). Jej nazwa pochodzi od leżącej nad jej brzegiem miasta Fort-de-France - stolicy departamentu. W obszarze zatoki położona jest niezamieszkana wysepka Gros Îlet.